# 荷担ぎの薬剤師

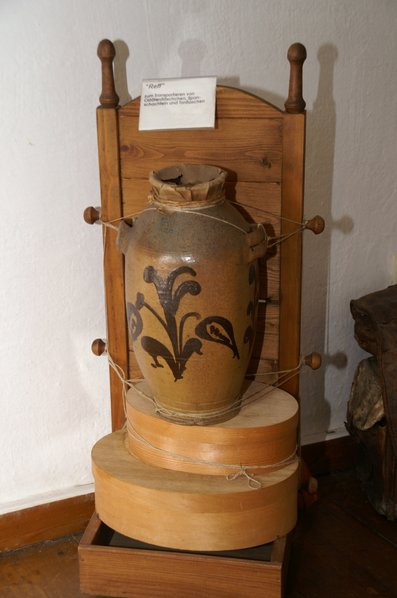
薬剤師の代表的な仕事道具「背負子」(Reff)

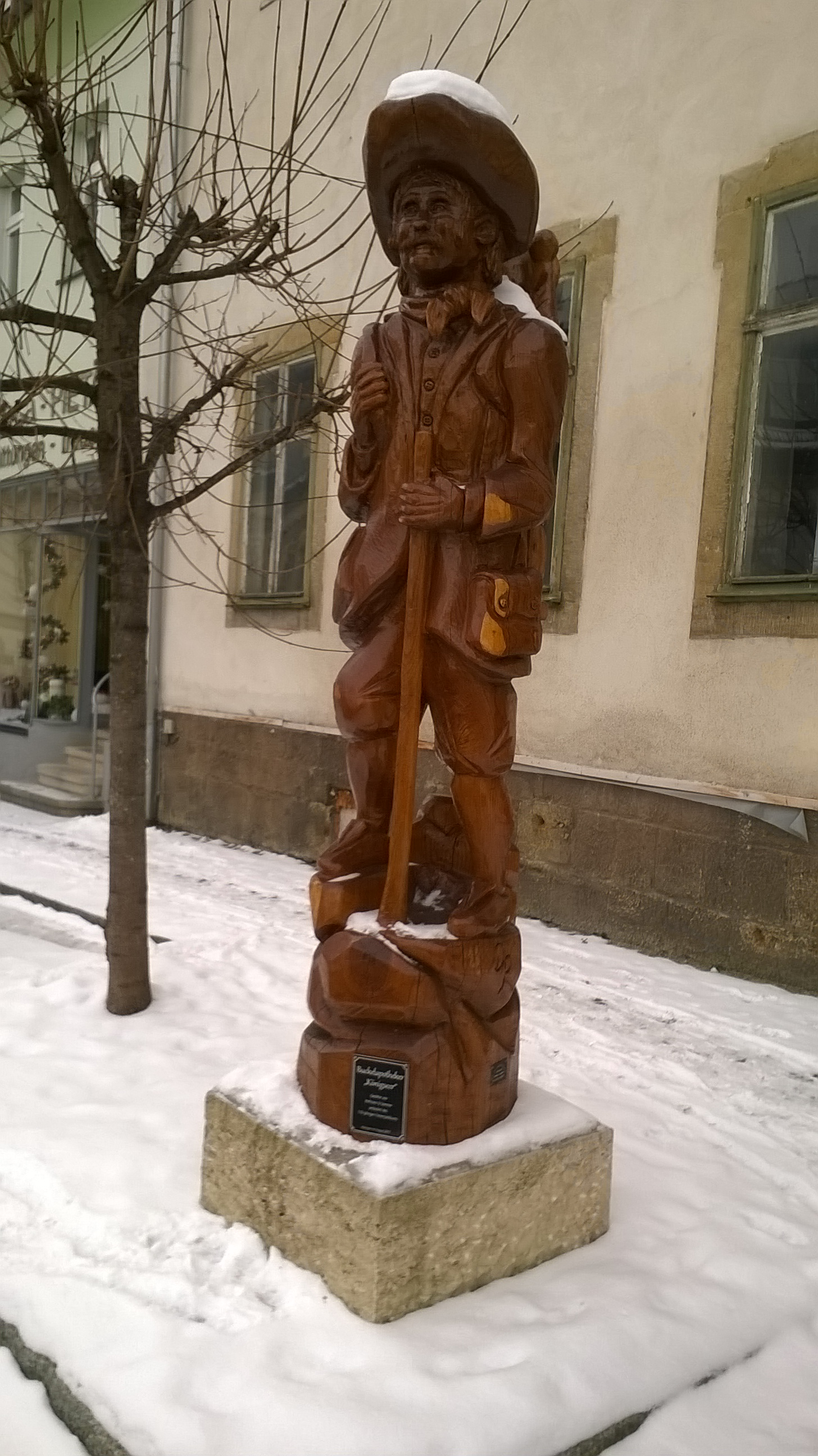
ケーニヒゼーの精油売り

荷担ぎの薬剤師(ドイツ語: Buckelapotheker:直訳では、傴僂の薬剤師)は、16世紀から20世紀に至るまで中央ヨーロッパの至るところで精油(ハーブ治療薬)を販売していた。彼らは旅の行商人(Buckelkrämer)の一員であった。
(傴僂の薬剤師という)名前の由来は、彼らが背中に木枠（こぶ）、つまり背負子（人間の背の高さの背負籠の一種）を背負っていたことに由来している。背負子には、治療薬は粘土の水差し、ガラス瓶、チップボードの箱に詰められ、通常はヨーロッパ中の顧客に何週間もかけて歩いて届けられ、1 つの家族が決まった販売エリアを任されていた。
その後、オーバーヴァイスバッハの鞍職人が、扱いにくい木製の背負子を、持ち運びがより快適な革製の背嚢(Ranzen)へと開発した。これが、オーバーヴァイスバッハ周辺地域を指す地域の口語用語「ラーンツ」(Raanz)の由来となっている。
そこから精油が採取され、加工されて、各地に販売されるようになった地域の 1 つはチューリンゲンのスレート山脈にあり、その面積は約 300 km² に及んでいる。荷担ぎの薬剤師の主な地元の町は、オーバーヴァイスバッハ、ディースバッハ、ミューゼルバッハ＝シュヴァルツミューレ、グロースブライテンバッハ、シュミーデフェルト、ケーニヒゼーである。
この荷担ぎの薬剤師は、彼らの業界の重要な代表者であり、言うなれば今日の製薬業界と蒸留酒業界の代表者の先駆者でもある。
第二次世界大戦の後、ドイツが東西に分かれてからは、東ドイツ側では販売ラインを維持できなくなり、この精油販売のギルドは衰退した。荷担ぎの薬剤師の業界の多くの代表者は、VEB Pharmazeutisch-Chemische Fabrik Meuselbach の従業員として雇用され、同社は、現在はKrewel Meuselbach GmbH という名前で運営されている。現在、オーバーヴァイスバッハ(フリードリッヒ・フレーベル博物館)、シュミーデフェルト、ルドルシュタット、クラインテッタウの博物館は精油販売の歴史的な伝統を今に伝える展示がある。

## 文献
- Elvira Grudzielski: Mein Thüringer Kräuterland. Arfmann, Suhl 1997, ISBN 3-9804573-4-6
- Otto Ludwig: Im Thüringer Kräutergarten. Von Heilkräutern, Hexen und Buckelapothekern. Rudolstadt 1982, ISBN 3-7352-0037-0
- Anja Werlich, Rainer Schlundt (Hrsg.): Buckelapotheker in Thüringen. Zeitzeugen berichten. Hain-Verlag, Rudolstadt 1995, ISBN 3-930215-16-0